# Andreas Feith

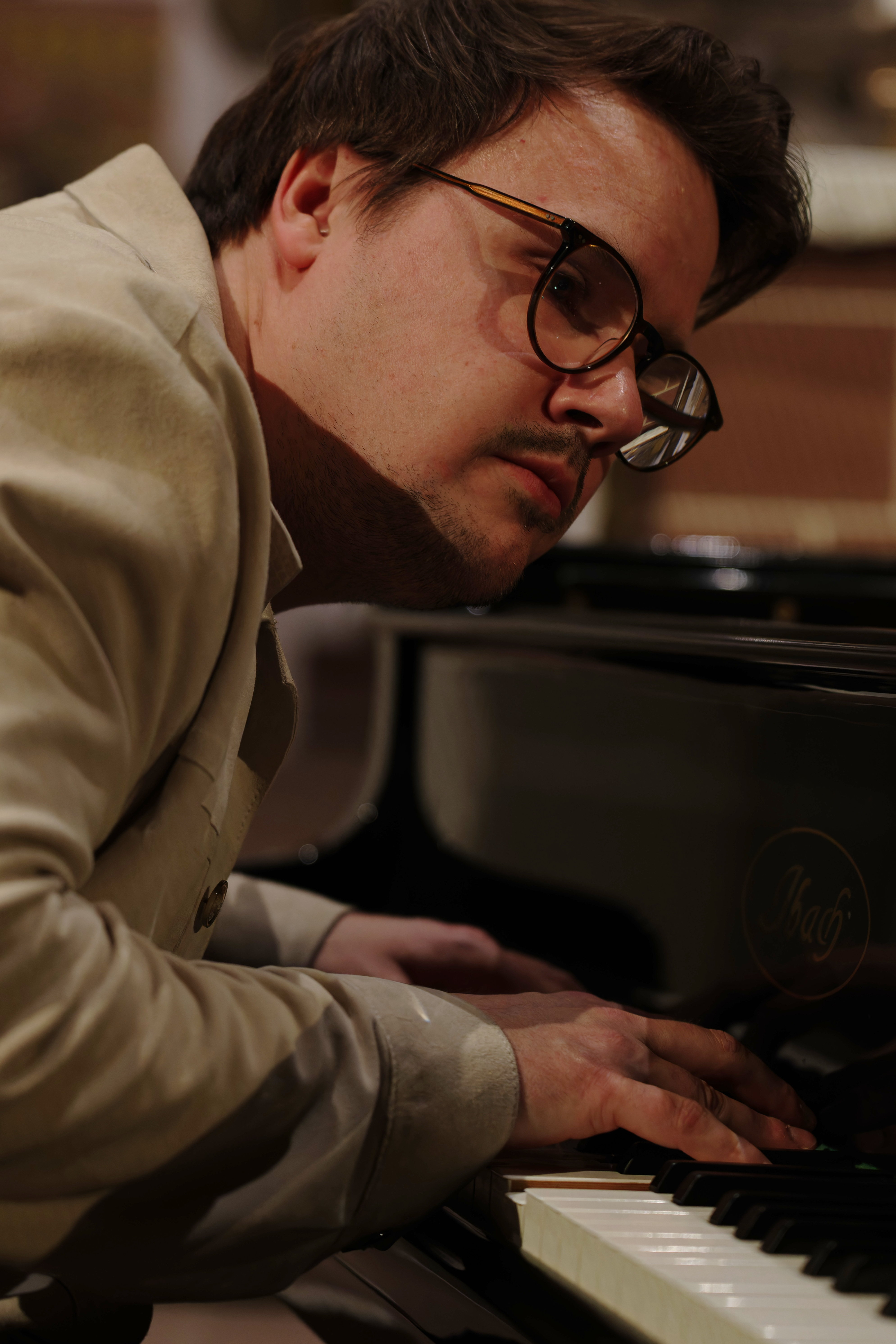
Andreas Feith im Konzert mit Markus Harm in der Stadtkirche Darmstadt am 1. Februar 2025

Andreas Feith (* 1987 in Saarlouis) ist ein deutscher Jazzmusiker (Piano, Komposition).

## Leben und Wirken
Feith, dessen Eltern beide Musiker sind, erhielt bereits mit sechs Jahren klassischen Klavierunterricht. 2003 erhielt er einem 1. Preis im Bundeswettbewerb Jugend musiziert. Als Heranwachsender interessierte er sich zunehmend für Jazz und improvisierten Musik, begann aber zunächst ein Studium als Wirtschaftsingenieur. 2008 entschied er sich für ein Studium im Hauptfach Jazz-Piano an der Hochschule für Musik Würzburg bei Bernhard Pichl, Tine Schneider und Chris Beier. Vertiefend folgte ein Masterstudium an der Hochschule für Musik und Tanz Köln bei Hubert Nuss und Hendrik Soll, das er 2014 mit Auszeichnung absolvierte.
Feith zog dann nach Nürnberg als freischaffender Musiker, wo er sein eigenes Quartett gründete. Daneben spielte er im Duo mit Markus Harm und mit Johannes Ludwig (Little Piece) und in Ludwigs Quartett (Airbourne), im Quartett von Christoph Beck, mit der Jazz Unit um Kim Barth, im Ensemble 11 von Rebecca Trescher, mit dem er zwei Alben veröffentlichte, und in der Thomas Becker Big Band. In den letzten Jahren tourte er in Deutschland, Österreich, Schweiz, Italien, Belgien, Ungarn und Kirgisien; er arbeitete auch mit Scott Robinson, Adrian Mears, Don Braden, Martin Wind, Steffen Schorn und Charly Antolini.
Im Trio mit Martin Gjakonovski und Silvio Morger, das teilweise durch Lutz Häfner zum Quartett erweitert wurde, nahm er 2019 in Kooperation mit BR-Klassik sein Debütalbum Surviving Flower auf, das 2020 bei Rosenau Records veröffentlicht wurde. Im Duo mit dem Saxophonisten Markus Harm folgte 2021 das Duoalbum What’s New beim selben Label, das der NRD als Jazz-CD der Woche auszeichnete. Wiederum im Quartett mit Häfner, Gjakonovoski und Morger erschien 2023 bei Enja Dance of the Scarabs. Er ist auch auf Alben von Klaus Graff, von Christoph Neuhaus und von Konstantin Herleinsberger zu hören. Er wirkt zudem als Lehrbeauftragter für Jazzpiano und Musiktheorie an der Hochschule für Musik Nürnberg.

## Preise und Auszeichnungen
Feith erhielt 2011 den Ersten Preis beim Steinway Jazzpiano Solo Wettbewerb München. 2014 wurde er in die Generations Unit beim Generations Festival Frauenfeld aufgenommen. Mit seinem eigenen Quartett holte er 2015 den zweiten Preis beim Münchner Jazzpreis und ersten Preis beim LAG Jazzpreis mit dem Quartett von Konstantin Herleinsberger. Mit dem Quartett von Johannes Ludwig errang er 2016 den zweiten Preis beim Neuen Deutschen Jazzpreis. Mit dem Ensemble 11 erhielt er 2017 den Bayerischen Kunstförderpreis. Mit dem eigenen Quartett wurde er für das Finale des Neuen Deutschen Jazzpreis 2020 ausgewählt, das aber bedingt durch die Covid-19-Pandemie noch nicht ausgetragen wurde.